# District de Bytča
Le district de Bytča est l'un des 79 districts de Slovaquie dans la région de Žilina.

## Démographie

### Évolution de la population
| Année:               | 1994.  | 2004.   | 2014.   | 2024.   |
| -------------------- | ------ | ------- | ------- | ------- |
| Nombre de personnes: | 30 159 | 30 879  | 30 682  | 31 444  |
| Différence:          |        | +2,38 % | -0,63 % | +2,48 % |

| Année:               | 2023.  | 2024.   |
| -------------------- | ------ | ------- |
| Nombre de personnes: | 31 308 | 31 444  |
| Différence:          |        | +0,43 % |

## Liste des communes
Source :

### Ville
- Bytča

### Villages
Hlboké nad Váhom | Hvozdnica | Jablonové | Kolárovice | Kotešová | Maršová-Rašov | Petrovice | Predmier | Súľov-Hradná | Štiavnik | Veľké Rovné